# Lebrecht Rebenstein
Christian Gottlob Leberecht Rebenstein (* 29. Oktober 1788 in Berlin; † 22. Oktober 1832 ebenda) war ein deutscher Theaterschauspieler und Opernsänger (Tenor) am Berliner Nationaltheater.

## Leben
Sein Vater war der Berliner Kantor, Organist und Komponist Benjamin Friedrich Rebenstein. Rebenstein war seit 1803 am Berliner Königlichen Nationaltheater (ab 1811 Königliche Schauspiele) tätig. Er war ein Schüler von August Wilhelm Iffland, der ihn sehr förderte. Unter Ifflands Direktion spielte Rebenstein mehr als 160 Rollen. Eine seiner ersten Rollen war der „Gregori“ in August von Kotzebues Schauspiel Graf Benjowsky oder die Verschwörung auf Kamtschatka (11. Oktober 1803). Eine seiner erfolgreichsten Rollen war der „André“ in Kotzebues Bearbeitung des französischen Singspiels Fanchon das Leyermädchen, wozu der Berliner Komponist Friedrich Heinrich Himmel eine neue Musik komponiert hatte. Die Premiere fand am 16. Mai 1804 statt. Von seiner Rolle als „Königlicher Narr“ in Shakespeares Drama König Lear liegt eine bildliche Darstellung seiner Schauspielkunst vor. In der 3. Szene des 3. Aktes ist er gemeinsam mit Iffland als „Lear“ zu sehen.
In der Vossischen Zeitung in Berlin vom 6. Juni 1811 hieß es:

„Don Carlos findet, eben durch die Ungleichheit dieser Rolle, an Hern. Rebenstein  einen glücklichen Darsteller, voll Wahrheit und Werth. Carlos ward von Schiller jugendlich gedichtet, wird von Hrn. Rebenstein jugendlich gegeben, ohne Kunstkraft, ohne Anmaßung, ohne eigentlichen Zusammenhang; mit Naturkraft, mit Feuer, unregelmäßig, und desto treffender. Es ist wo nicht Hrn. Rebensteins erste, doch unstreitig eine seiner ersten Rollen, der er sich kühn uns sicher überlassen darf.“

Am 18. Juni 1821 sang er bei der Uraufführung von Carl Maria von Webers Der Freischütz in Berlin den „Ottokar“.
Leberecht Rebenstein starb, nur eine Woche vor seinem 44. Geburtstag, am 22. Oktober 1832 in Berlin. Sein nicht erhaltenes Grab befand sich auf einem der Friedhöfe vor dem Halleschen Tor. Auf welchem genau, ist nicht bekannt.